# Liste der Biografien/Fed
Liste der Biografien |
Portal Biografien |
Personensuche
# |
A |
B |
C |
D |
E |
F |
G |
H |
I |
J |
K |
L |
M |
N |
O |
P |
Q |
R |
S |
T |
U |
V |
W |
X |
Y |
Z |
?
 
Fa |
Fe |
Ff |
Fh |
Fi |
Fj |
Fk |
Fl |
Fm |
Fn |
Fo |
Fr |
Ft |
Fu |
Fy
 
Fea |
Feb |
Fec |
Fed |
Fee |
Fef |
Feg |
Feh |
Fei |
Fej |
Fek |
Fel |
Fem |
Fen |
Feo |
Fer |
Fes |
Fet |
Feu |
Fev |
Few |
Fey |
Fez
Die Liste der Biografien führt alle Personen auf, die in der deutschsprachigen Wikipedia einen Artikel haben. Dieses ist eine Teilliste mit 282 Einträgen von Personen, deren Namen mit den Buchstaben „Fed“ beginnt.

## Fed

### Feda
- Fedak, Jolanta (1960–2020), polnische Politikerin
- Fedak, Juliana (* 1983), ukrainische Tennisspielerin
- Fedak, Wasyly (1909–2005), ukrainisch-orthodoxer Metropolit und Primas
- Fedalto, Giorgio (* 1930), italienischer Kirchenhistoriker
- Fedaravicius, Arnas (* 1991), litauischer Schauspieler und SynchronsprecherArnas Fedaravicius (* 1991)

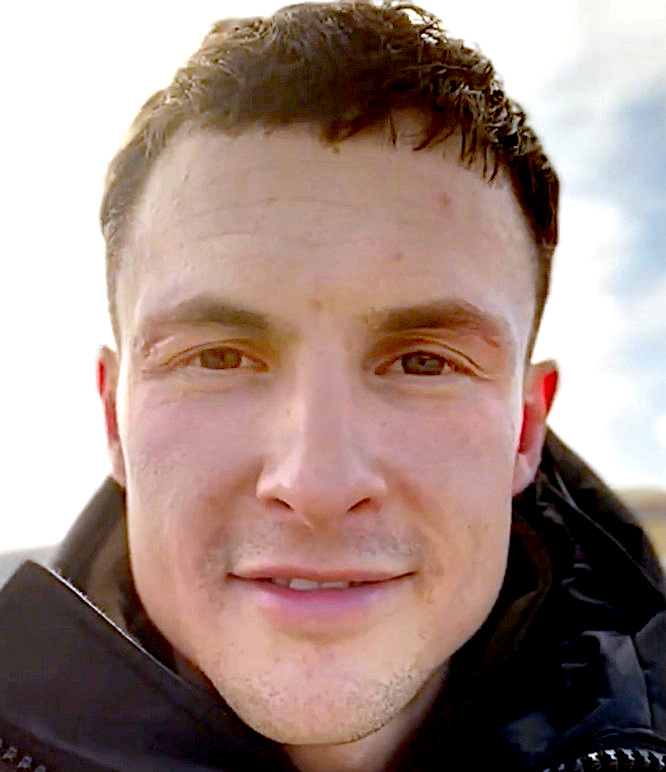
Arnas Fedaravicius (* 1991)

- Fedarenka, Anatol (* 1963), sowjetisch-belarussischer Ringer
- Fedato, Francesco (* 1992), italienischer Fußballspieler
- Fedatto, Aroldo (1924–2013), brasilianischer Fußballspieler

### Fedc
- Fedchock, John (* 1957), US-amerikanischer Jazz-Posaunist, Bandleader und Komponist

### Fedd
- Fedde, Elisabeth (1850–1921), norwegische lutherische Diakonisse, lange Zeit in den USA
- Fedde, Friedrich (1837–1892), deutscher Turner und Turnpädagoge
- Fedde, Friedrich Karl Georg (1873–1942), deutscher Botaniker
- Fedde, Kurt (1903–1968), deutscher Politiker (SPD)
- Feddeler, Gustav († 1920), deutscher Pädagoge, Schulrektor, Museumsleiter, Heimatforscher, Schul- und Sachbuchautor
- Fedden, Roy (1885–1973), britischer Luftfahrtingenieur
- Fedder, Jan (1955–2019), deutscher Schauspieler und SynchronsprecherJan Fedder (1955–2019)

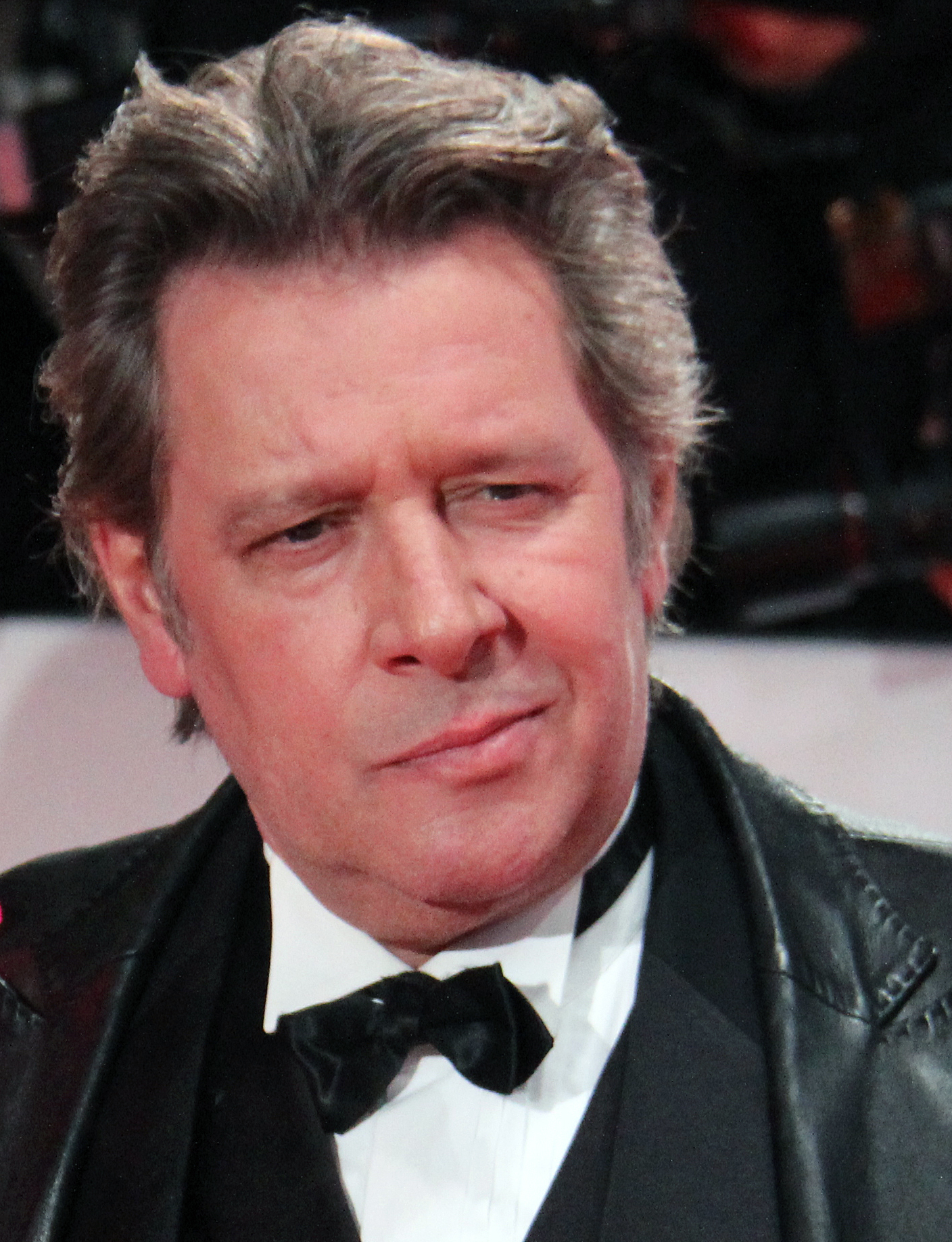
Jan Fedder (1955–2019)

- Fedder, Otto (1873–1918), deutscher Landschaftsmaler
- Fedderke, Heike (* 1947), deutsche Autorin
- Feddern, Hermann (1835–1915), deutscher Turner, Turn- und Fechtlehrer
- Feddern, Philipp August (1799–1849), deutscher Turner und Turnpädagoge
- Feddern, Stefan (* 1981), deutscher Klassischer Philologe
- Fedders, Julius (1838–1909), deutschbaltisch-lettischer Landschaftsmaler und Zeichenlehrer
- Feddersen, Auguste Margarethe (1823–1896), deutsche Malerin und Autorin
- Feddersen, Berend Wilhelm (1832–1918), deutscher Physiker
- Feddersen, Carl Christian (1876–1936), deutscher Landschaftsmaler
- Feddersen, Christian (1786–1874), deutscher evangelischer Pastor und Begründer der friesischen Bewegung
- Feddersen, Eckhard (* 1946), deutscher Architekt, Autor und Initiator eines integrativen Dorfes
- Feddersen, Ernst (1865–1945), lutherischer Theologe und Pfarrer
- Feddersen, Friedrich August (1838–1908), deutscher Pastor und Schriftsteller
- Feddersen, Hans (1949–2013), namibischer Journalist
- Feddersen, Hans Peter (1848–1941), deutscher Landschaftsmaler
- Feddersen, Hans Peter (1905–1998), deutscher Bildhauer
- Feddersen, Hans Peter der Ältere (1788–1860), deutscher Bauer und Porträtmaler
- Feddersen, Harro (1835–1917), deutscher Kaufmann, erster Fahrradhändler in Deutschland
- Feddersen, Helga (1930–1990), deutsche SchauspielerinHelga Feddersen (1930–1990)

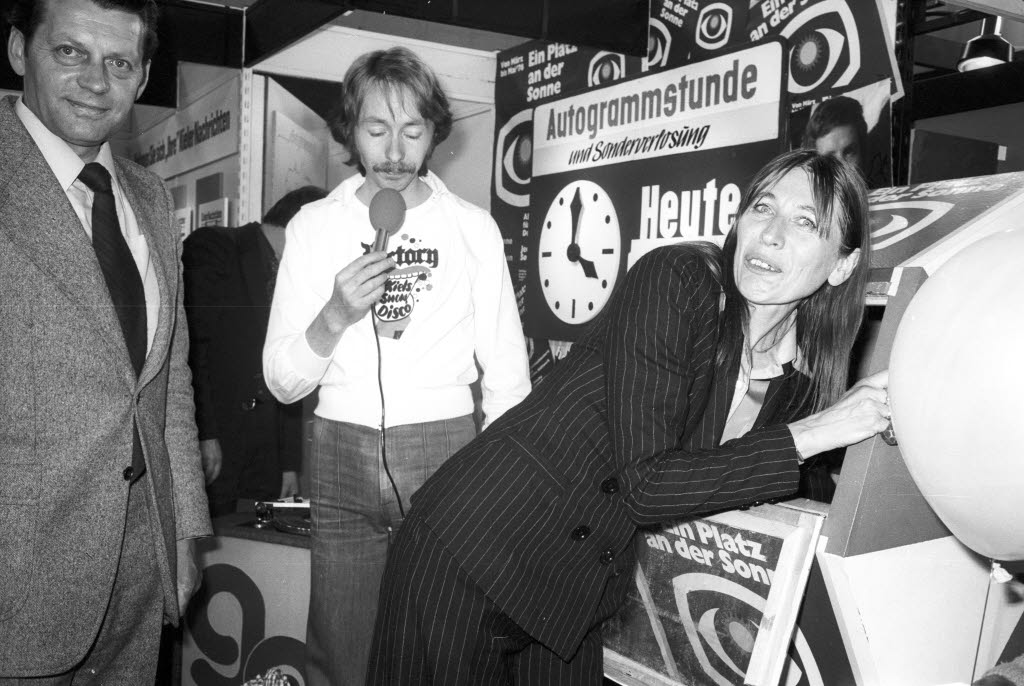
Helga Feddersen (1930–1990)

- Feddersen, Hinrich (* 1944), deutscher Gewerkschafter
- Feddersen, Jakob Friedrich (1736–1788), deutsch-dänischer evangelischer Geistlicher
- Feddersen, Jan (* 1957), deutscher Journalist
- Feddersen, Jens (1928–1996), deutscher Journalist
- Feddersen, Jörn (* 1968), deutscher Jurist, der seit November 2014 Richter am Bundesgerichtshof ist
- Feddersen, Jürgen (* 1944), deutscher Politiker (CDU), MdL
- Feddersen, Karin (* 1942), deutsches Fotomodell und Schauspielerin
- Feddersen, Kris (* 1963), US-amerikanischer Freestyle-Skisportler
- Feddersen, Ole (* 1974), deutscher Sänger und Songschreiber
- Feddersen, Peter (1800–1869), dänischer Jurist und Politiker
- Feddersen, Peter (1802–1896), deutscher Landwirt und Politiker
- Feddersen, Theodor (1839–1915), deutscher Landwirt und Politiker (NLP), MdR
- Feddersen, Victor (* 1968), dänischer Ruderer
- Feddersen-Clausen, Stefan (* 1965), deutscher Schauspieler
- Feddersen-Petersen, Dorit Urd (1948–2023), deutsche Verhaltenswissenschaftlerin
- Fedderson, Don (1913–1994), US-amerikanischer Fernsehproduzent
- Fedderwitz, Jürgen (* 1950), deutscher Zahnarzt, stellvertretender Vorsitzender des Vorstands der Kassenzahnärztlichen Bundesvereinigung
- Feddes, Geesje (1831–1882), niederländische Feministin und Autorin

### Fede
- Fedé, Johannes, französischer Komponist und Sänger
- Fedek, Robert (* 1979), polnisch-US-amerikanischer römisch-katholischer Geistlicher, Weihbischof in Chicago
- Fedel, Jonnie (* 1966), schwedischer Fußballtorhüter
- Fedele, Cassandra (1465–1558), italienische Humanistin
- Fedele, Ivan (* 1953), italienischer Komponist
- Fedele, Michael (* 1955), US-amerikanischer Politiker
- Fedeler, Carl Justus (1837–1897), deutscher Maler
- Fedeler, Carl Justus Harmen (1799–1858), deutscher Maler
- Fedeli, Alessandro (* 1996), italienischer Radrennfahrer
- Fedeli, Carlo († 1685), italienischer Komponist
- Fedeli, Giuseppe, italienischer Komponist, Instrumentalist und Posaunist des musikalischen Barock
- Fedeli, Orlando (1933–2010), brasilianischer römisch-katholischer Historiker, Lehrer und politischer Aktivist
- Fedeli, Paolo (* 1939), italienischer Altphilologe und Hochschullehrer
- Fedeli, Ruggiero († 1722), italienischer Sänger (Bass), Komponist und Kapellmeister
- Fedeli, Valeria (* 1949), italienische Politikerin
- Fedeńczak, Oktawia (* 1998), polnische Handballspielerin
- Fedenko, Oleksandr (* 1970), ukrainischer Radsportler
- Feder (* 1987), französischer DJ und Musikproduzent
- Feder, Adolphe (1886–1943), französischer Maler und Grafiker
- Feder, Alfred (1872–1927), deutscher Jesuit und katholischer Theologe
- Feder, Ernst (1881–1964), deutscher Schriftsteller und Journalist
- Feder, Fabian (* 1987), deutscher Schauspieler
- Feder, Frank, deutscher Ägyptologe und Koptologe
- Feder, Georg (1927–2006), deutscher Haydn-Forscher und Musikwissenschaftler auf dem Gebiet der Musikphilologie
- Feder, Gottfried (1883–1941), deutscher Wirtschaftstheoretiker und Politiker (DAP, NSDAP), MdRGottfried Feder (1883–1941)

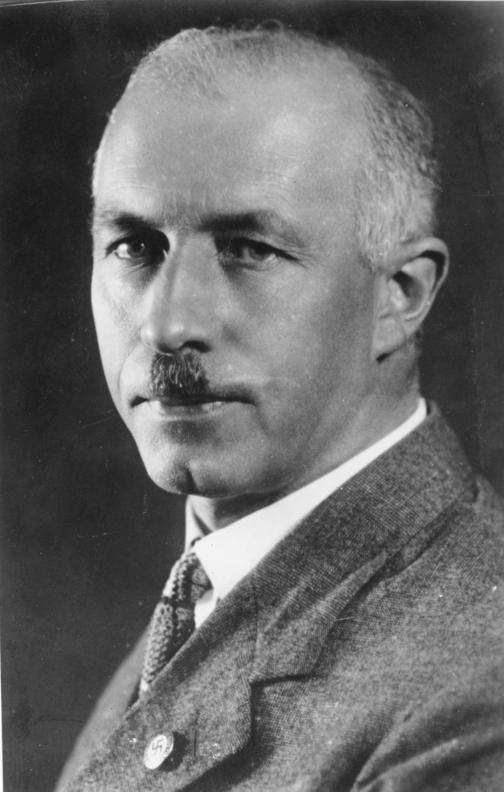
Gottfried Feder (1883–1941)

- Feder, Gottfried von (1806–1892), deutscher Jurist, Regierungspräsident und Politiker, MdR
- Feder, Heinrich von (1822–1887), deutscher Rechtsanwalt und Politiker
- Feder, Ingo (1939–2022), deutscher Schauspieler, Synchron- und Hörspielsprecher
- Feder, Johann Georg Heinrich (1740–1821), deutscher Philosoph
- Feder, Johann Michael (1753–1824), deutscher römisch-katholischer Geistlicher und Hochschullehrer
- Feder, Johannes (1911–1992), deutscher Kriminalbeamter, SS-Obersturmführer und Führer des Einsatzstabs für die Partisanenerkundung
- Feder, Jürgen (* 1960), deutscher BotanikerJürgen Feder (* 1960)

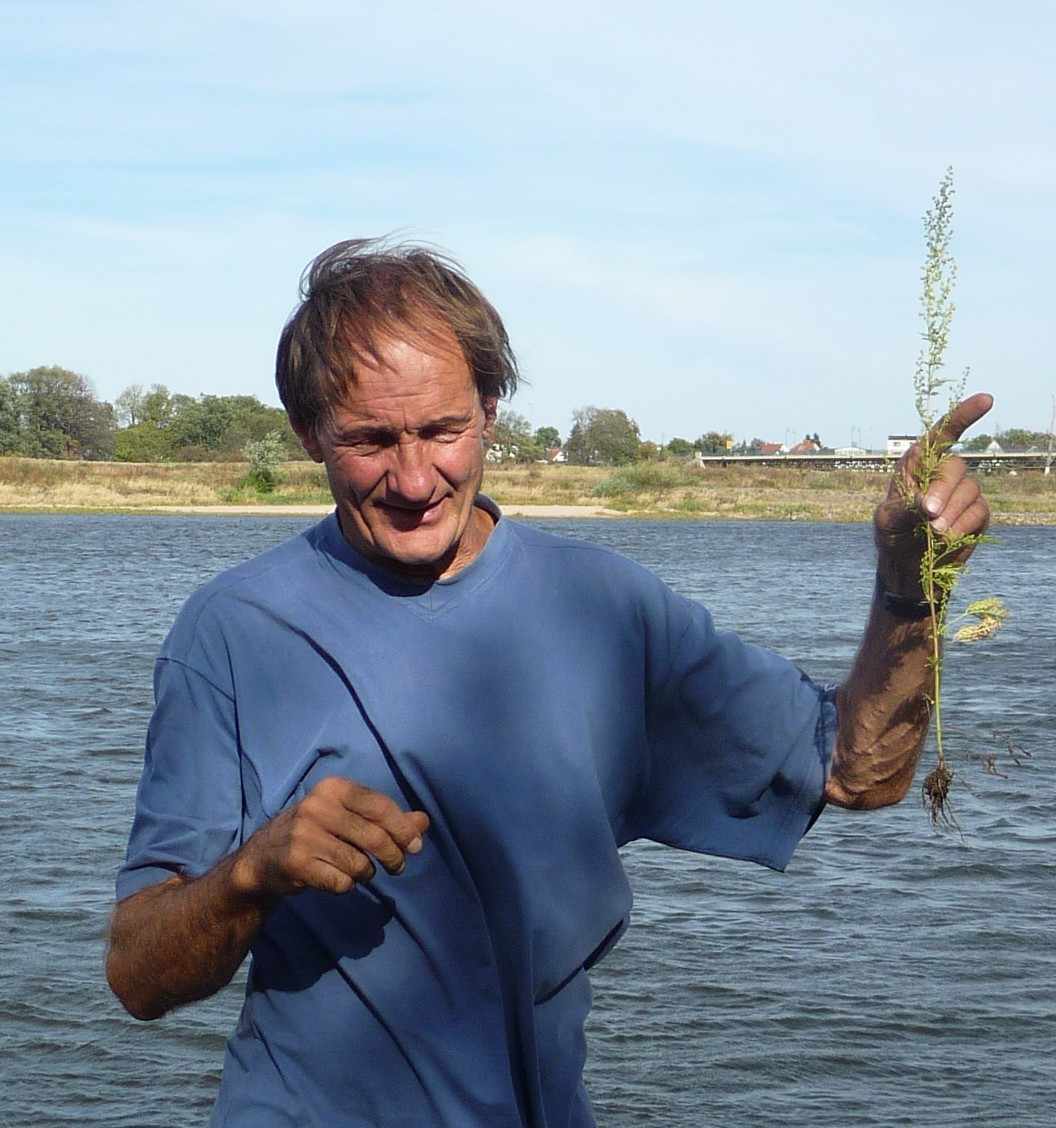
Jürgen Feder (* 1960)

- Feder, Karl August Ludwig (1790–1856), deutscher Philologe und Bibliothekar
- Feder, Lotte (* 1965), dänische Sängerin und Moderatorin
- Feder, Maximilian von (1802–1869), bayerischer Generalleutnant
- Feder, Naftali (1920–2009), israelischer Politiker
- Feder, Richard (1875–1970), tschechischer Oberrabbiner, Philosoph und Autor
- Feder, Richard (* 1902), deutscher Radrennfahrer
- Feder, Sami (1909–2000), russisch-israelischer Regisseur, Schauspieler, Schriftsteller, Herausgeber und Schriftsetzer
- Feder, Tobias Gutmann († 1817), jüdischer Aufklärer in Galizien
- Federath, Hans Carl (1848–1914), Landrat und Unternehmer
- Federau, Bernt (1930–2017), deutscher Künstler und Photographenmeister
- Federau, Ferdinand (1880–1962), deutscher Landwirt und Politiker (NSDAP), MdPl
- Federau, Friedrich (1755–1840), deutscher Philologe, Pädagoge und Bibliothekar
- Federau, Petra (* 1969), deutsche Politikerin (AfD), MdL
- Federau, Wolfgang (1894–1950), deutscher Dichter und Schriftsteller
- Federbush, Arnold (1935–1993), amerikanischer Science-Fiction-Autor
- Federer, Edi (1955–2012), österreichischer Skispringer und Manager
- Federer, Georg (1905–1984), deutscher Diplomat
- Federer, Gottlob Friedrich (1799–1883), württembergischer liberaler Politiker
- Federer, Heinrich (1819–1859), deutscher Landschafts- und Porträtmaler
- Federer, Heinrich (1866–1928), Schweizer HeimatschriftstellerHeinrich Federer (1866–1928)

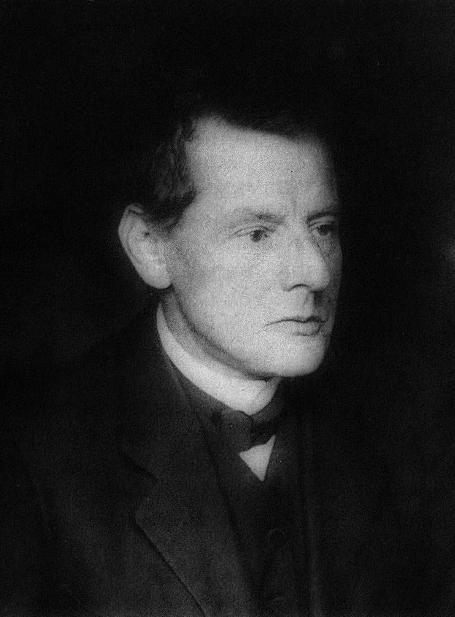
Heinrich Federer (1866–1928)

- Federer, Herbert (1920–2010), österreichisch-amerikanischer Mathematiker
- Federer, Josef (1921–2014), deutscher Politiker (SPD), Bürgermeister von Mühldorf
- Federer, Juan, chilenischer Diplomat und Unabhängigkeitsaktivist für Osttimor
- Federer, Julius (1911–1984), deutscher Richter des Bundesverfassungsgerichts
- Federer, Paul (* 1950), Schweizer Politiker, Landammann von Obwalden
- Federer, Roger (* 1981), Schweizer TennisspielerRoger Federer (* 1981)

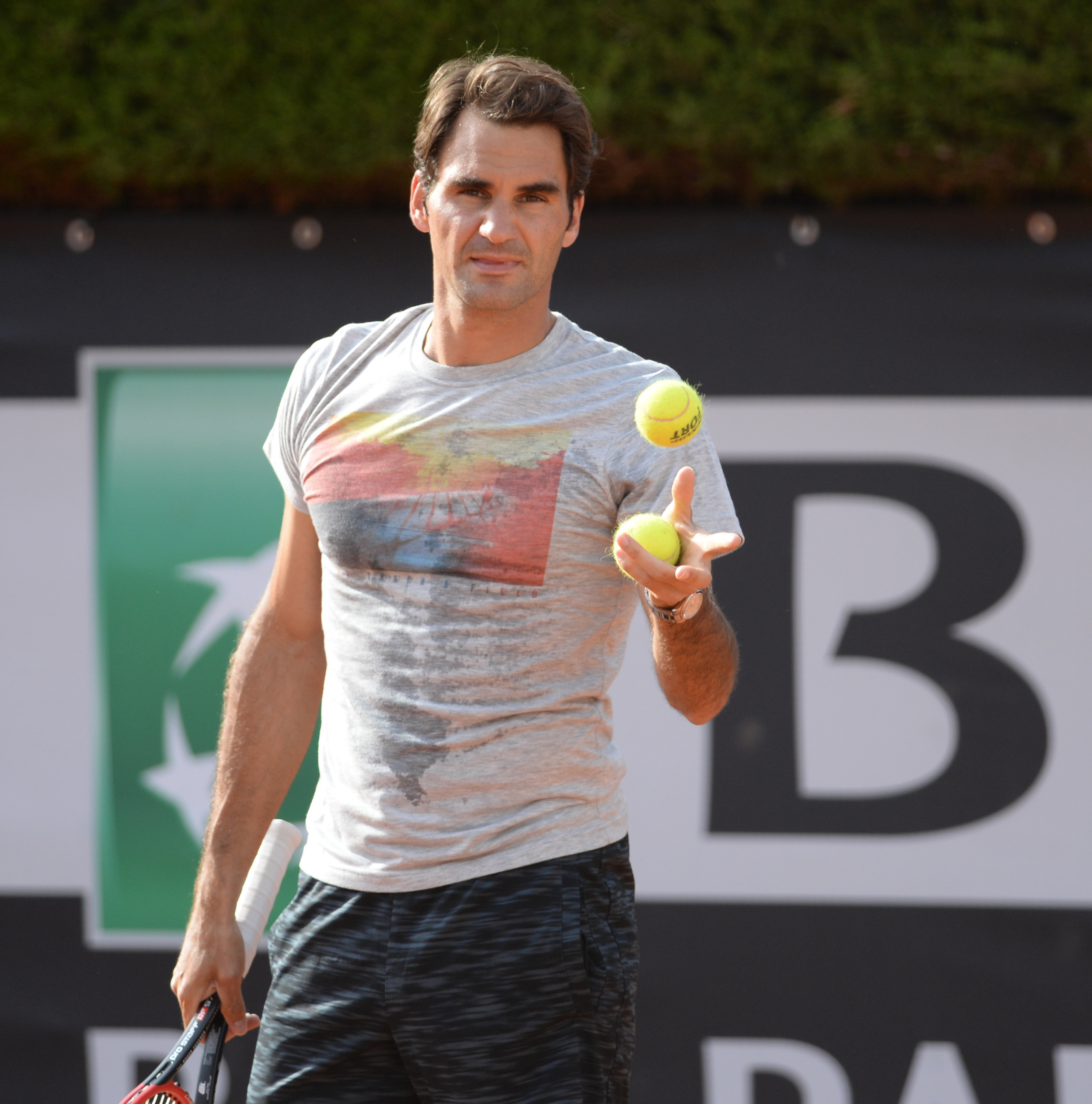
Roger Federer (* 1981)

- Federer, Urban (* 1968), Schweizer Ordensgeistlicher, Abt des Klosters Einsiedeln
- Federer, Yannic Han Biao (* 1986), deutscher Schriftsteller
- Federhofer, Hellmut (1911–2014), österreichischer Musikwissenschaftler
- Federhofer, Karl (1885–1960), österreichischer Bauingenieur
- Federhofer, Marie-Theres (* 1962), Literaturwissenschaftlerin
- Federhofer-Königs, Renate (1930–2015), deutsch-österreichische Musikwissenschaftlerin
- Federič, Filip (* 2004), slowakischer Sprinter
- Federici, Adam (* 1985), australischer Fußballtorhüter
- Federici, Andrea (* 1997), italienischer Sprinter
- Federici, Camillo (1749–1802), italienischer Lustspieldichter
- Federici, Carlos María (* 1941), uruguayischer Schriftsteller
- Federici, Danny (1950–2008), US-amerikanischer Rockmusiker
- Federici, Luciano (1938–2020), italienischer Fußballspieler
- Federici, Silvia (* 1942), italienisch-amerikanische Wissenschaftlerin
- Federici, Vincenzo (1764–1826), italienischer Komponist
- Federico II. Gonzaga (1500–1540), Herzog von Mantua
- Federico, Domingo (1916–2000), argentinischer Bandoneonist, Bandleader und Tangokomponist
- Federico, Gene (1918–1999), US-amerikanischer Grafikdesigner und Werbefachmann
- Federico, Giovanni (* 1954), italienischer Wirtschaftshistoriker
- Federico, Giovanni (* 1980), deutsch-italienischer Fußballspieler
- Federico, Leopoldo (1927–2014), argentinischer Bandoneonist und Tangokomponist
- Federighi, Antonio († 1483), italienischer Architekt und Bildhauer
- Federighi, Craig (* 1969), US-amerikanischer Softwareentwickler
- Federko, Bernie (* 1956), kanadischer Eishockeyspieler
- Federl, Eustachius (1732–1787), Bischof und Apostolischer Vikar in Indien
- Federle, Bernhard (1820–1863), deutscher Maler
- Federle, Egidius (1810–1876), deutscher Landschaftszeichner und Maler
- Federle, Helmut (* 1944), Schweizer Maler
- Federle, Lisa (* 1961), deutsche MedizinerinLisa Federle (* 1961)

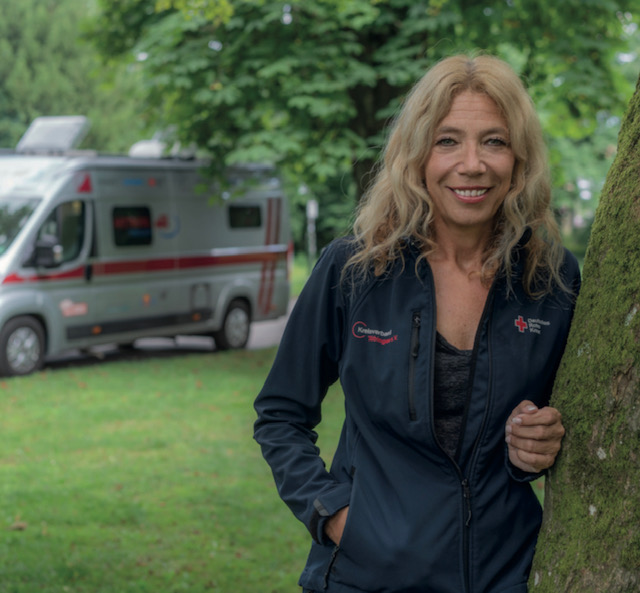
Lisa Federle (* 1961)

- Federley, Fredrick (* 1978), schwedischer Politiker (Centerpartiet), Mitglied des Riksdag, MdEP
- Federlin, Karl (1854–1939), deutscher Bildhauer
- Federlin, Konrad (1928–2018), deutscher Mediziner
- Federline, Kevin (* 1978), US-amerikanischer Tänzer und RapperKevin Federline (* 1978)

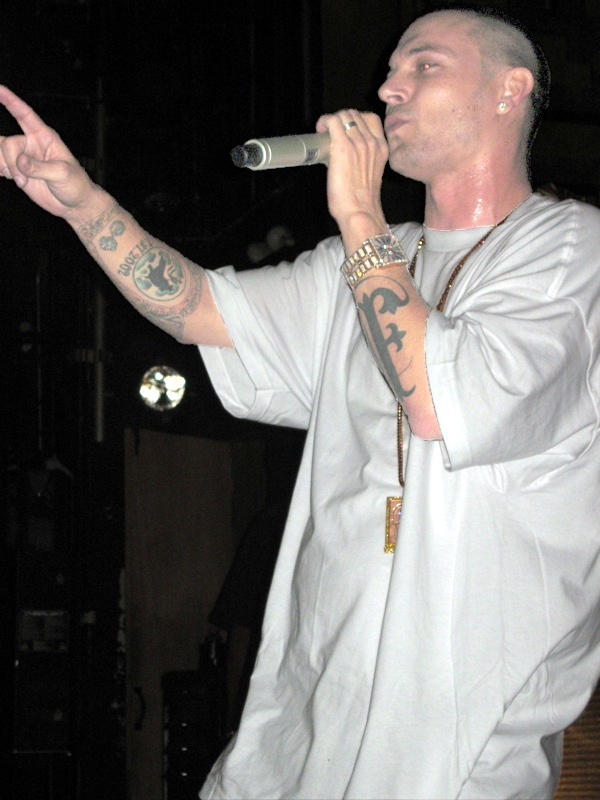
Kevin Federline (* 1978)

- Federmair, Leopold (* 1957), österreichischer Schriftsteller und Übersetzer
- Federman, Naya (* 2001), israelische Schauspielerin
- Federman, Raymond (1928–2009), französisch-US-amerikanischer Schriftsteller und Kritiker
- Federmann, Arnold (1877–1952), deutscher Schriftsteller, Kunst- und Literaturhistoriker
- Federmann, Margarete (1882–1965), deutsche Malerin
- Federmann, Michael (* 1943), israelischer Unternehmer
- Federmann, Nikolaus (1506–1542), deutscher Handelsagent und Konquistador
- Federmann, Reinhard (1923–1976), österreichischer Schriftsteller und Übersetzer
- Federn, Else (1874–1946), österreichische Fürsorgerin und Leiterin des Verein Wiener Settlement
- Federn, Ernestine (1848–1930), österreichische Schulgründerin, Malerin und Vereinsfunktionärin
- Federn, Ernst (1914–2007), österreichischer Psychoanalytiker und Widerstandskämpfer
- Federn, Josef Salomon (1831–1920), österreichischer Internist, Hausarzt und Förderer der klinischen Blutdruckmessung
- Federn, Karl (1868–1943), österreichischer Jurist und Schriftsteller
- Federn, Klaus (1910–2014), deutscher Hochschullehrer für Mechanik und Maschinenbau
- Federn, Paul (1871–1950), österreichischer Arzt und Psychoanalytiker
- Federn, Robert (1878–1959), österreichischer Verleger, Kunsthändler und Schriftsteller
- Federn, Walther (1869–1949), österreichischer Nationalökonom und Wirtschaftsjournalist
- Federn-Kohlhaas, Etta (1883–1951), österreichische Schriftstellerin und Übersetzerin
- Federn-Staudinger, Luise (1879–1967), deutsche Bildhauerin
- Federolf, Peter (* 1974), deutscher Physiker und Biomechaniker
- Federowski, Helmar (* 1946), deutscher Musiker
- Federowski, Ina-Maria (1949–2017), deutsche SängerinIna-Maria Federowski (1949–2017)

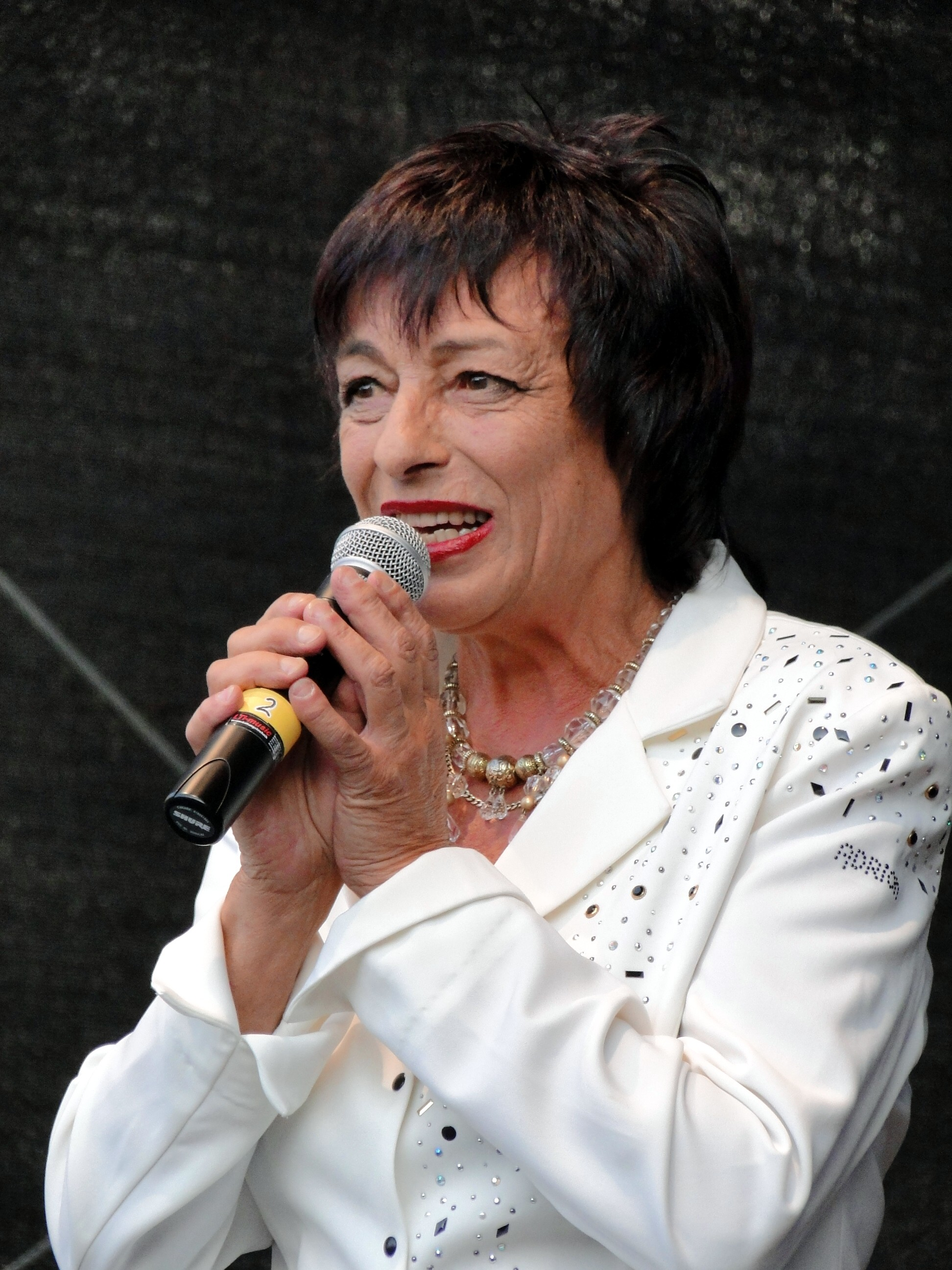
Ina-Maria Federowski (1949–2017)

- Federrath, Hannes (* 1969), deutscher Informatiker und Hochschullehrer
- Federschmidt, Dorothea (1903–1984), deutsche Journalistin
- Federschmidt, Erich (1895–1962), US-amerikanischer Rudersportler
- Federschmidt, Franz (1894–1956), US-amerikanischer Rudersportler
- Federspiel, Annegine (1954–2009), dänische Schauspielerin
- Federspiel, Birgitte (1925–2005), dänische Schauspielerin
- Federspiel, Daniel (* 1987), österreichischer Radrennfahrer
- Federspiel, Ejner (1896–1981), dänischer Schauspieler
- Federspiel, Johannes Baptist Anton von (1708–1777), Bischof von Chur
- Federspiel, Jürg (1931–2007), Schweizer Schriftsteller
- Federspiel, Krista (* 1941), österreichische Medizinjournalistin und Sachbuchautorin
- Federspiel, Maurus (* 1974), Schweizer Schriftsteller, Autor und Journalist
- Federspiel, Per (1905–1994), dänischer Politiker (Venstre), Mitglied des Folketing
- Federspiel, Rudolf (* 1949), österreichischer Politiker (FPÖ), Landtagsabgeordneter in Tirol
- Federspiel, Ulrich von (1657–1728), Bischof von Chur
- Federspill, Johannes Ulrich von (1739–1794), Südtiroler Impresario und Theaterschreiber
- Federzoni, Luigi (1878–1967), italienischer Politiker, Mitglied der Camera dei deputati
- Fedez (* 1989), italienischer RapperFedez (* 1989)

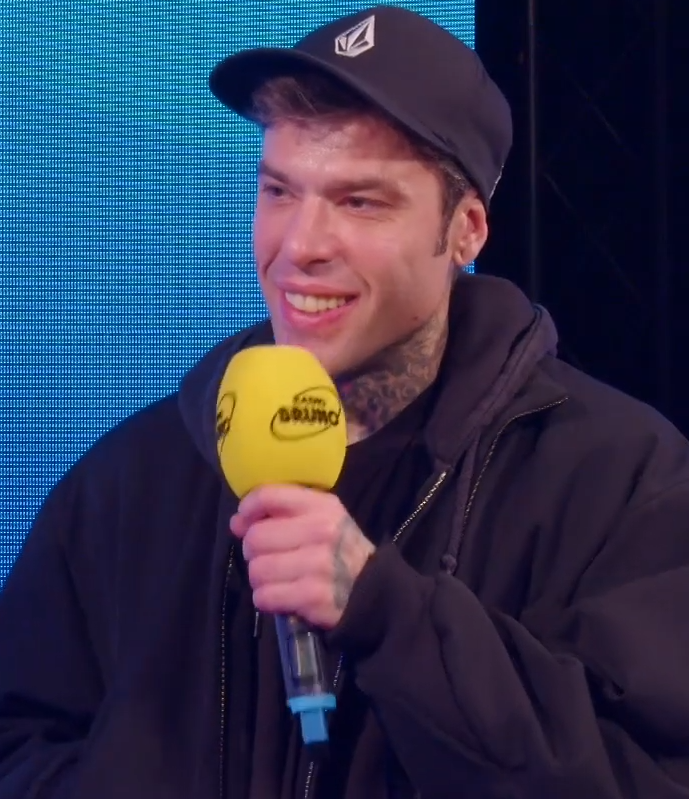
Fedez (* 1989)

- Fedezkyj, Artem (* 1985), ukrainischer Fußballspieler

### Fedi
- Fedi, Pio (1815–1892), italienischer Bildhauer und Kupferstecher
- Fedida, Samuel (1918–2007), britischer Elektroingenieur
- Fedier, Carlo (1923–2004), Schweizer Drehbuchautor
- Fédier, François (1935–2021), französischer Philosoph und Übersetzer
- Fedier, Franz (1922–2005), Schweizer Maler und Kunstpädagoge
- Fedin, Konstantin Alexandrowitsch (1892–1977), russischer Schriftsteller und Schauspieler
- Fedin, Maxim (* 1996), kasachischer Fußballspieler

### Fedj
- Fedjajew, Andrej Walerjewitsch (* 1981), russischer Kosmonaut
- Fedjukin, Anatoli Wiktorowitsch (1952–2020), sowjetischer Handballspieler
- Fedjuninski, Iwan Iwanowitsch (1900–1977), sowjetischer Armeegeneral
- Fedjuschina, Valentina (* 1965), österreichische Kugelstoßerin ukrainischer Herkunft

### Fedk
- Fedkin, Juri Nikolajewitsch (* 1960), russischer Sportschütze
- Fedkowicz, Sanguszko, Fürst von Ratno im Großfürstentum Litauen und Begründer der Dynastie der Sanguszko
- Fedkowytsch, Jurij (1834–1888), ukrainischer Dichter und Übersetzer

### Fedl
- Fedl, Jonas (* 1999), deutscher Fußballspieler

### Fedo
- Fédon, Julien, Anführer eines Aufstands in Grenada
- Fedonkin, Michail Alexandrowitsch (* 1946), russischer Paläontologe
- Fedor, Matreya (* 1997), kanadische Schauspielerin
- Fedor, Nicolás (* 1985), venezolanischer Fußballspieler
- Fedorchak, Julie (* 1968), US-amerikanische Politikerin
- Fedorchuk, Dean (* 1970), kanadischer Eishockeyspieler und -trainer
- Fedorczuk, Daniel (* 1976), uruguayischer Fußballschiedsrichter
- Fedorenko, Feodor (1907–1987), sowjetischer NS-Kriegsverbrecher, Hilfswilliger in Treblinka
- Fedorenko, Nikolai Prokofjewitsch (1917–2006), russischer Chemiker, Ökonom und Hochschullehrer
- Fedorenko, Radi Petrowitsch (1930–2009), russischer Mathematiker
- Fedorenko, Swetlana Wassiljewna (1972–2009), russische Kunstfliegerin
- Fedorischtschew, Roman Wladimirowitsch (* 1982), russischer Biathlet
- Fedoriw, Andrei Romanowitsch (* 1963), russischer Sprinter
- Fedoriwa, Alexandra Andrejewna (* 1988), russische Sprinterin, Hürdenläuferin und Staffel-Olympiasiegerin
- Fedoroff, John Paul (1958–2023), kanadischer Sexualwissenschaftler und Psychiatrie-Professor an der Universität Ottawa
- Fedoroff, Nina (* 1942), US-amerikanische Molekularbiologin
- Fedorova, Anna (* 1990), ukrainische PianistinAnna Fedorova (* 1990)

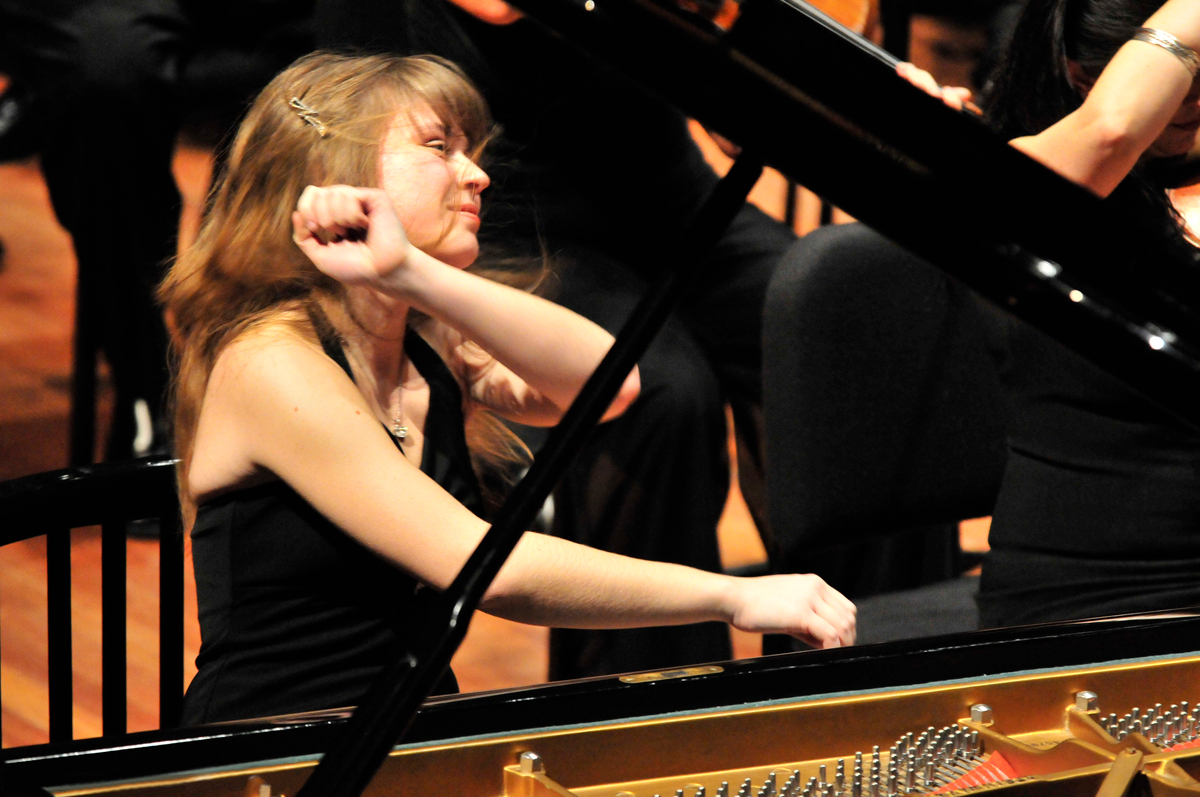
Anna Fedorova (* 1990)

- Fedorow, Andre (* 1973), deutscher Musikproduzent und Bassist
- Fedorow, Iwan (* 1988), ukrainischer Politiker
- Fedorow, Jewgeni (* 2000), kasachischer Radrennfahrer
- Fedorow, Mychajlo (* 1991), ukrainischer Unternehmer und PolitikerMychajlo Fedorow (* 1991)

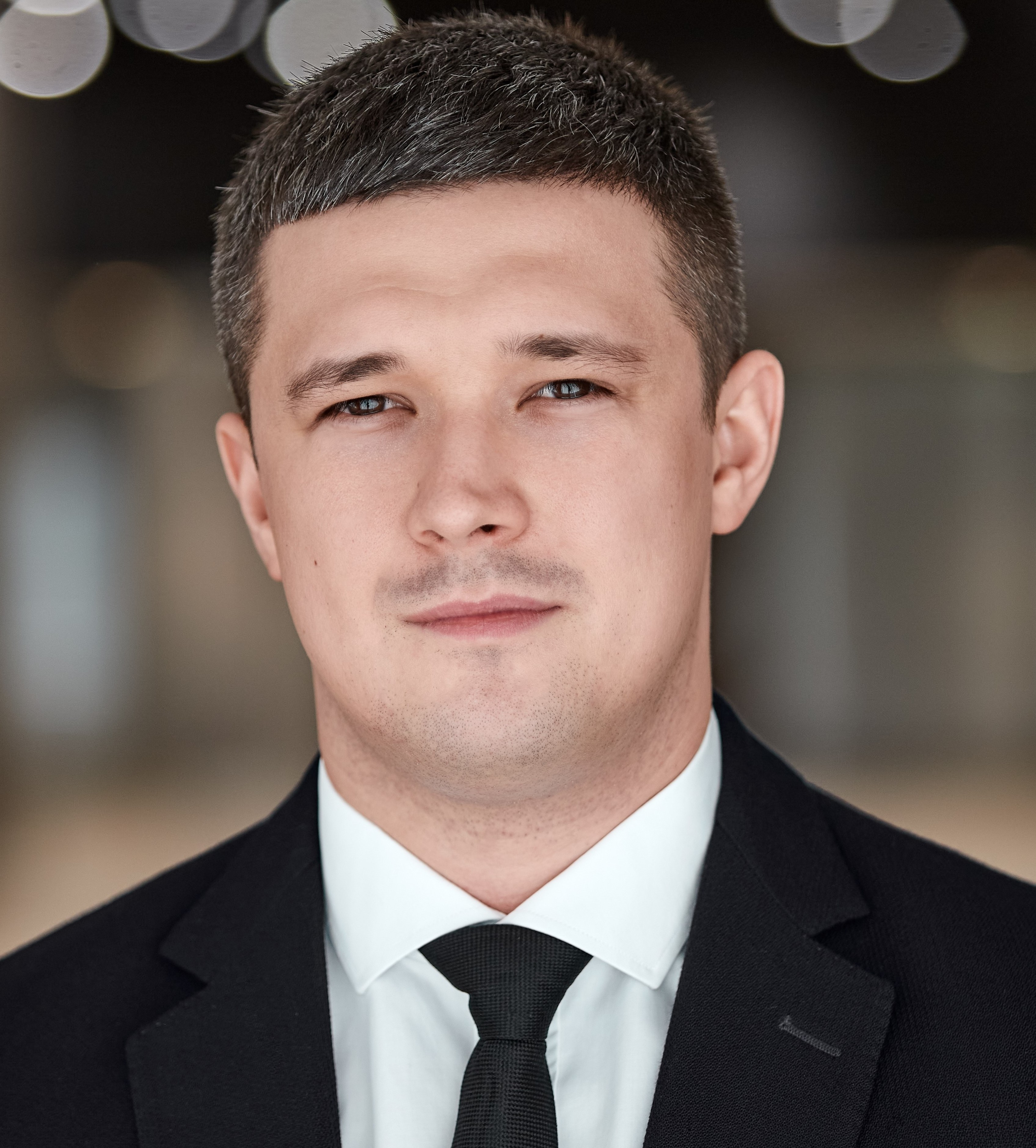
Mychajlo Fedorow (* 1991)

- Fedorow, Oleksij (1901–1989), sowjetisch-ukrainischer Anführer der sowjetischen Partisanen
- Fedorow, Serhij (* 1975), ukrainischer Fußballspieler
- Fedorowa, Olena (* 1986), ukrainische Wasserspringerin
- Fedorowicz, John (* 1958), US-amerikanischer Schachspieler
- Fedorowitsch, Iossif Iossifowitsch (1875–1937), russischer Bergbauingenieur
- Fedorowytsch, Taras († 1639), ukrainischer Hetman
- Fedorowytsch, Wolodyslaw (1845–1917), ukrainischer Magnat
- Fedorowzew, Sergei Anatoljewitsch (* 1980), russischer Olympiasieger im Rudern
- Fedortschenko, Alexei Stanislawowitsch (* 1966), russischer Filmregisseur und Drehbuchautor
- Fedortschenko, Sofja Sacharowna (1888–1957), russische Krankenschwester, Schriftstellerin und Kinderbuchautorin
- Fedortschuk, Serhij (* 1981), ukrainischer Schachgroßmeister
- Fedortschuk, Witali Wassiljewitsch (1918–2008), sowjetischer und ukrainischer Politiker
- Fedoruk, Artur (* 1992), estnischer Eishockeyspieler
- Fedoruk, Sylvia (1927–2012), kanadische Physikerin und Curlerin, Vizegouverneurin von Saskatchewan
- Fedoruk, Todd (* 1979), kanadischer Eishockeyspieler und -trainer
- Fedoruk, Walerij (* 1983), ukrainischer Squashspieler
- Fedoryschyn, Wassyl (* 1981), ukrainischer Ringer
- Fedosiuk, Oleg (* 1964), litauischer Richter
- Fedoskina, Walentina Jakowlewna (* 1947), sowjetisch-russische Architektin
- Fedosova, Valeria (* 1989), deutsch-russische Volleyballspielerin
- Fedossejew, Wladimir Iwanowitsch (* 1932), russischer Dirigent
- Fedossejew, Wladimir Wassiljewitsch (* 1995), russischer Schachspieler
- Fedossejewa, Olessja Petrowna (* 1973), russische Biathletin
- Fedossejewa, Swetlana Alexandrowna (1936–2017), sowjetisch-russische Prähistorikerin und Hochschullehrerin
- Fedossova, Youlia (* 1988), französische Tennisspielerin
- Fedossow, Jewgeni Alexandrowitsch (* 1929), sowjetisch-russischer Kybernetiker und Hochschullehrer
- Fedossowa, Irina Andrejewna (1827–1899), russische Geschichtenerzählerin und Volksliedsängerin
- Fedotenko, Ruslan (* 1979), ukrainischer Eishockeyspieler
- Fedotenkow, Alexander Nikolajewitsch (* 1959), russischer Vizeadmiral
- Fedotow, Alexander Wassiljewitsch (1932–1984), sowjetischer Testpilot und General der Luftstreitkräfte
- Fedotow, Anatoli Wladimirowitsch (* 1966), russischer Eishockeyspieler
- Fedotow, Juri Wiktorowitsch (1947–2022), russischer Diplomat
- Fedotow, Michail Alexandrowitsch (* 1949), russischer Jurist und Journalist, Medienminister sowie UNESCO-Botschafter
- Fedotow, Pawel Andrejewitsch (1815–1852), russischer Maler
- Fedotow, Wladimir Grigorjewitsch (1943–2009), russischer Fußballspieler und -trainer
- Fedotow, Wladimir Walentinowitsch (* 1966), russischer Fußballspieler und Trainer
- Fedotowa, Anastassija Alexandrowna (* 1998), russische Wasserballspielerin
- Fedotowa, Irina (* 1979), russische Aktivistin
- Fedotowa, Irina Michailowna (* 1975), russische Ruderin
- Fedotowa, Ksenija (* 1997), ukrainische Radsportlerin

### Fedr
- Fedreghini, Giunio (1861–1945), italienischer Fechter
- Fedricks, John (1925–2001), US-amerikanischer Autorennfahrer
- Fedrigo, Giovanni (* 1952), italienischer Radrennfahrer
- Fédrigo, Pierrick (* 1978), französischer Radrennfahrer
- Fedrigotti, Antony (* 1956), italienischer Motivationstrainer
- Fedronic, Justine (* 1991), französische Leichtathletin
- Fedrowitz, Katrin (* 1973), deutsche Politikerin (SPD), MdL

### Fedt
- Fedtke, Jörg, deutscher Rechtswissenschaftler
- Fedtke, Julian (* 1994), deutscher Handballschiedsrichter
- Fedtke, Traugott (1909–1988), deutscher Organist, Dirigent und Komponist
- Fedtschenko, Alexei Pawlowitsch (1844–1873), russischer Forschungsreisender
- Fedtschenko, Boris Alexejewitsch (1872–1947), russischer Botaniker
- Fedtschenko, Olga Alexandrowna (1845–1921), russische Botanikerin
- Fedtschuk, Andrij (1980–2009), ukrainischer Boxer

### Fedu
- Feduccia, Alan (* 1943), US-amerikanischer Ornithologe und Paläontologe
- Fedulova, Katja (* 1975), russisch-deutsche Filmemacherin, Kamerafrau und Regisseurin
- Fedulow, Oleg Petrowitsch (1947–2019), sowjetischer Schauspieler, Stuntman und Stuntkoordinator
- Fedun, Leonid Arnoldowitsch (* 1955), russischer ManagerLeonid Arnoldowitsch Fedun (* 1955)

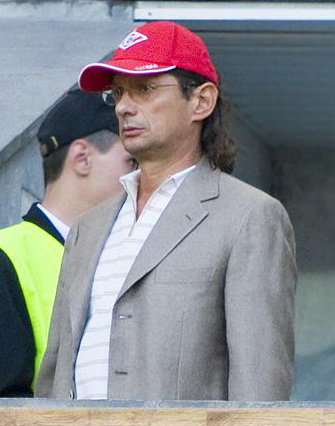
Leonid Arnoldowitsch Fedun (* 1955)

- Fedun, Taylor (* 1988), kanadischer Eishockeyspieler

### Fedy
- Fedyk, Brent (* 1967), kanadischer Eishockeyspieler
- Fedyna, Sofija (* 1984), ukrainische Politikerin